# サーマーン・フダー
サーマーン・フダー（ペルシア語: سامان خداه Sāmān Khudā）は、8世紀前半の人物。彼の子孫が中央アジアで栄えたサーマーン朝（875年 - 999年）を創始したとされる。

## 概要
8世紀前半の人物と考えられ、ウマイヤ朝のホラーサーン総督であったアサド・イブン・アブドゥッラーによってゾロアスター教からイスラーム教に改宗したと言われている。伝承では彼はサーサーン朝の後期に皇帝となったバフラーム・チュービーンの玄孫とされ、同王朝の有力な一族であったという。イスラーム以前から代々続くマー・ワラー・アンナフル地方の土着領主（ディフカーン دهقان dihqān）の一族であったという。
彼の息子アサドはアッバース朝カリフ・マアムーンの治世に帰順し、ターヒル朝（821年 - 891年）の始祖でマアムーンのカリフ位奪取に貢献したホラーサーン総督ターヒル・ブン＝フサインによって、この地域の支配を安堵された。このサーサーンの子アサドには4人の息子が居たが、マアムーンはこの4人にマー・ワラー・アンナフルの主要都市をそれぞれ安堵したと言う。すなわちヌーフにはサマルカンドを、アフマドにはフェルガナを、ヤフヤーにはチャーチュ（タシュケント）を、イルヤースにはヘラートの支配権を認められた。これによってサーマーン家はマワラーアンナフルの支配を確固な物にした。873年にターヒル朝が滅亡してホラーサーン一帯が混乱すると、875年にアフマドの息子ナスル（ナスル1世）がアッバース朝カリフ・ムウタミドによって再びマーワラーアナフル地方の支配権を認められ、ここにサーマーン朝が成立した。ナスルの兄弟イスマーイール・ブン・アフマド（イスマーイール・サーマーニー）の時代に首都をブハラに移している。
「サーマーン・フダー」という語自体は、ペルシア語で「主人たるサーマーン」ほどの意味になるが、ムグ文書などの8世紀頃のソグド語文書によるとソグディアナのオアシス都市とその周辺の村落を支配していた領主たちはソグド語で「フブ」（xwβw）とか「フターウ」（wtw'w）と呼ばれていた（アラム語の訓読語詞では MR'Y מראי と綴られた）。サーマーン・フダーの「フダー」（خداه Khudā）とは、「フターウ」のペルシア語形であるので、ソグド人たちが使用していた「土着領主の称号」がそのまま使用されたものと見る事ができる。（現在、ペルシア語で خدا Khudāと単独で言う場合、「主」を意味するアラビア語のラッブ ربّ rabb と同義語、すなわちアッラーフの敬称として使われている）　
今日のタジキスタンでは、タジク人のルーツをサーマーン・フダーに見いだしている。タジキスタンの首都であるドゥシャンベには、サーマーン・フダーの子孫でありサーマーン朝の2代君主であるイスマーイール・サーマーニー（イスマーイール1世）の像が飾られている。